# Aspidochirotida
Ordre
Les Aspidochirotida étaient un ordre d'holothuries (concombres de mer) qui a été aboli en 2017 par Miller, Kerr, Paulay, Reich, Wilson, Carvajal & Rouse. Ses familles ont été reclassées sous les ordres des Holothuriida, des Persiculida et des Synallactida.  

## Caractéristiques
Cet ordre comptait des holothuries vagiles de forme légèrement allongée (en saucisse ou en fuseau), munies de dix à trente tentacules buccaux relativement simples, peltés. Le tégument est plus ou moins épais et musculeux. Ils n'ont pas de muscles rétracteurs. Leurs podia forment un tapis bien défini sur la face inférieure (« trivium »). Ils possèdent des ossicules de forme tabulaire, et des ampoules tentaculaires. La respiration s'effectue par un arbre respiratoire bien développé, qui débouche sur le cloaque. Ils sont généralement munis de tubes de Cuvier. Ils ne sont pas équipés de muscles rétracteurs du pharynx, et leur couronne calcaire n'a pas de prolongements postérieurs.

## Liste des familles
Selon le World Register of Marine Species (2 décembre 2013) :
- Holothuriidae  Burmeister, 1837 -- 5 genres, 200 espèces
- Mesothuriidae  Smirnov, 2012 -- 2 genres, 32 espèces
- Stichopodidae  Haeckel, 1896 -- 10 genres, 34 espèces
- Synallactidae  Ludwig, 1894 - 18 genres, 122 espèces

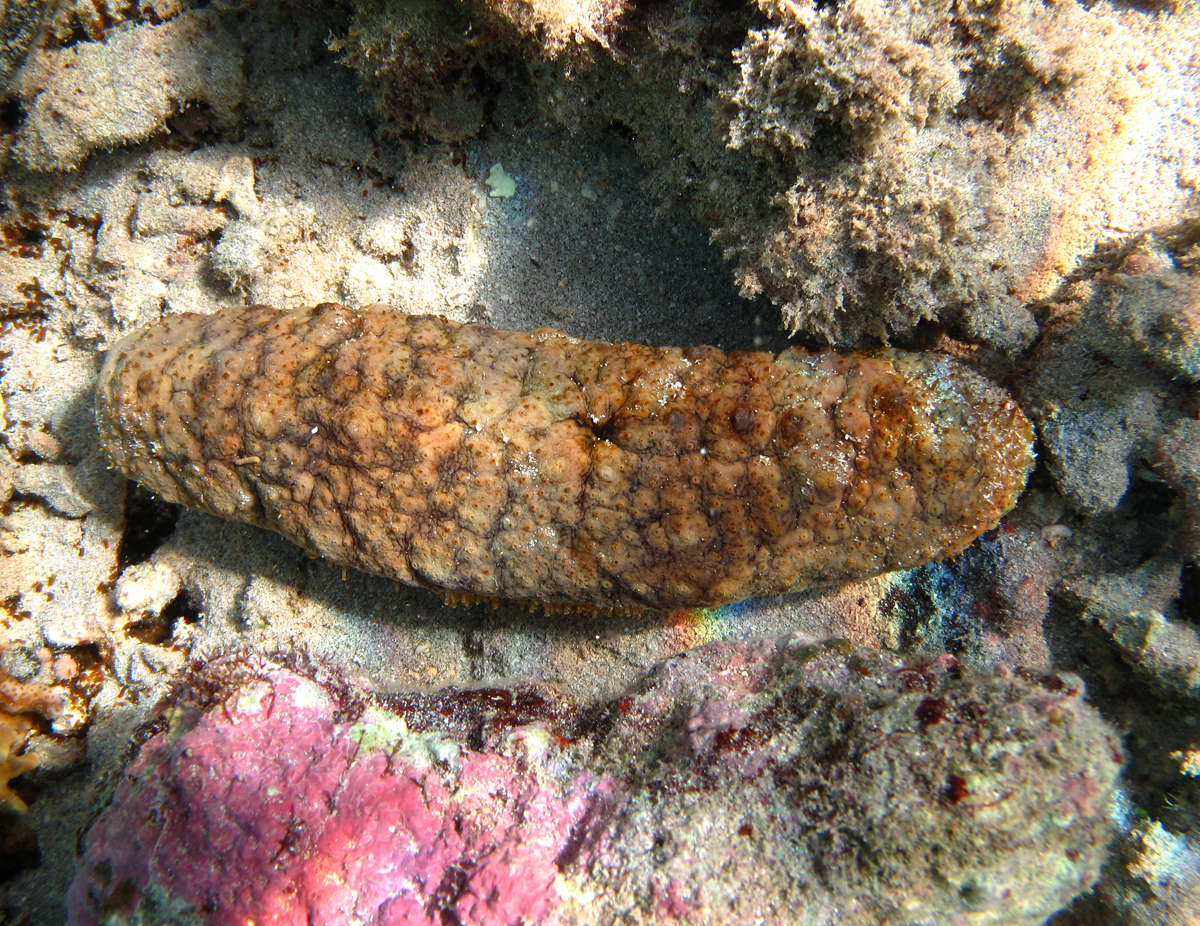
Actinopyga echinites.
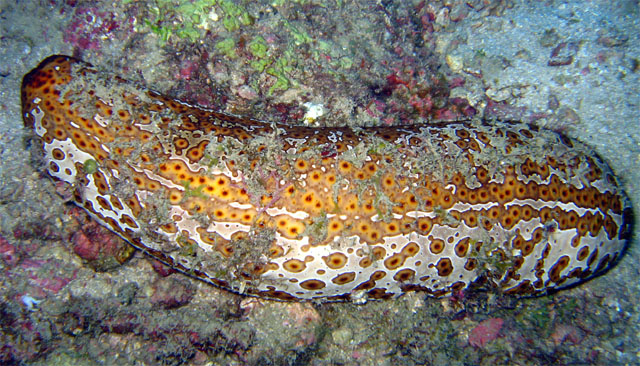
Bohadschia argus.
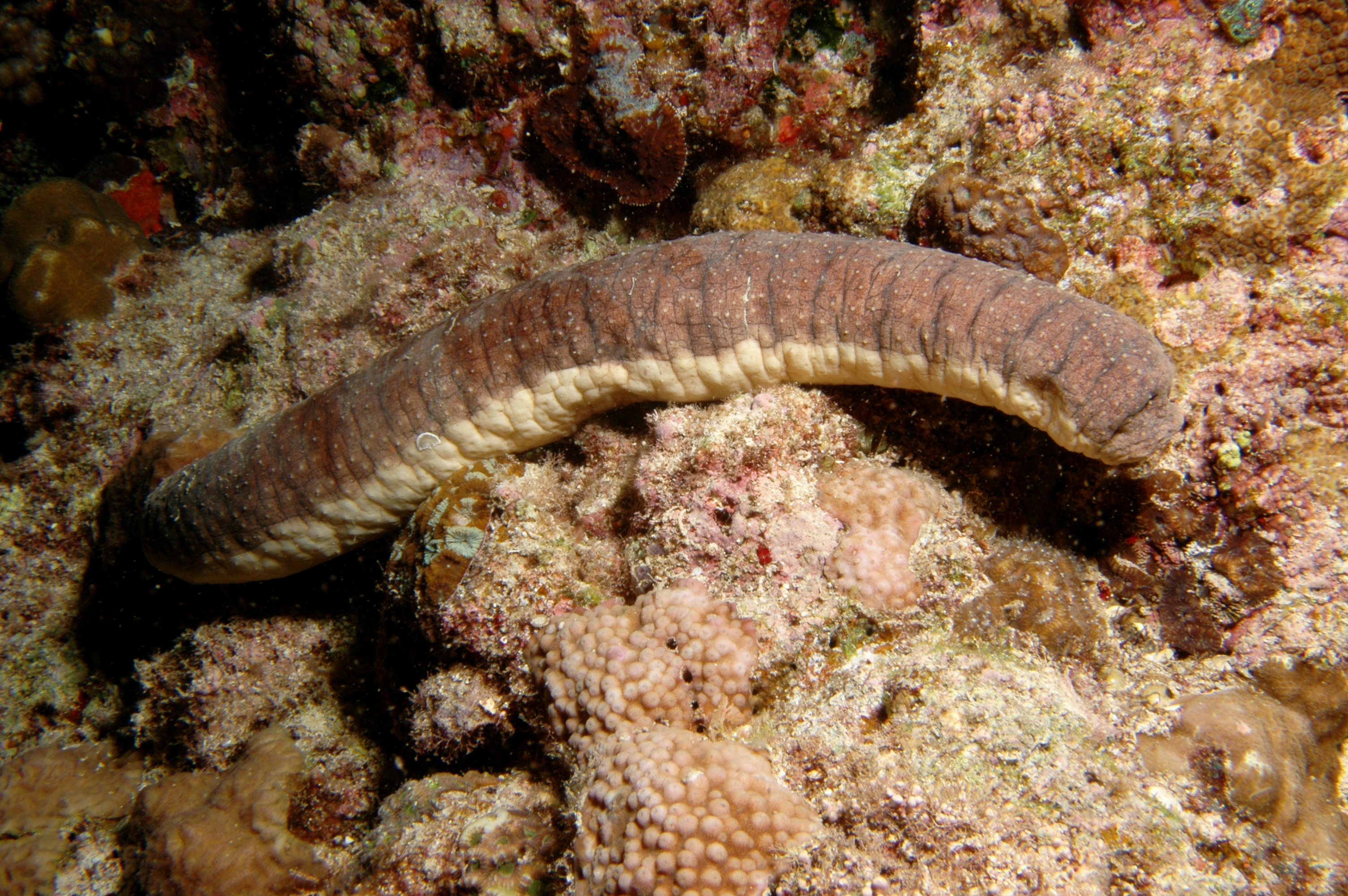
Holothuria edulis.
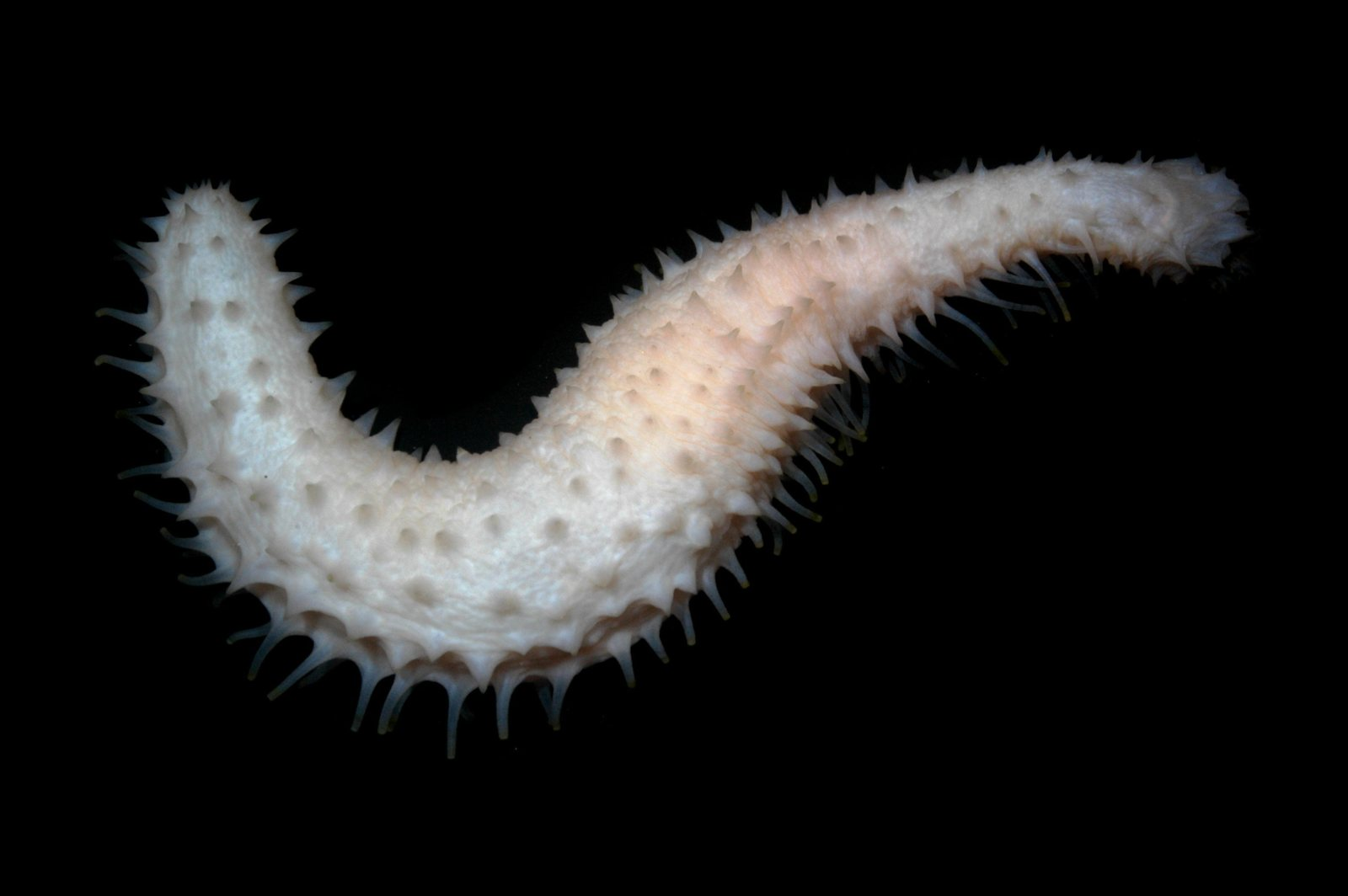
Labidodemas rugosum.
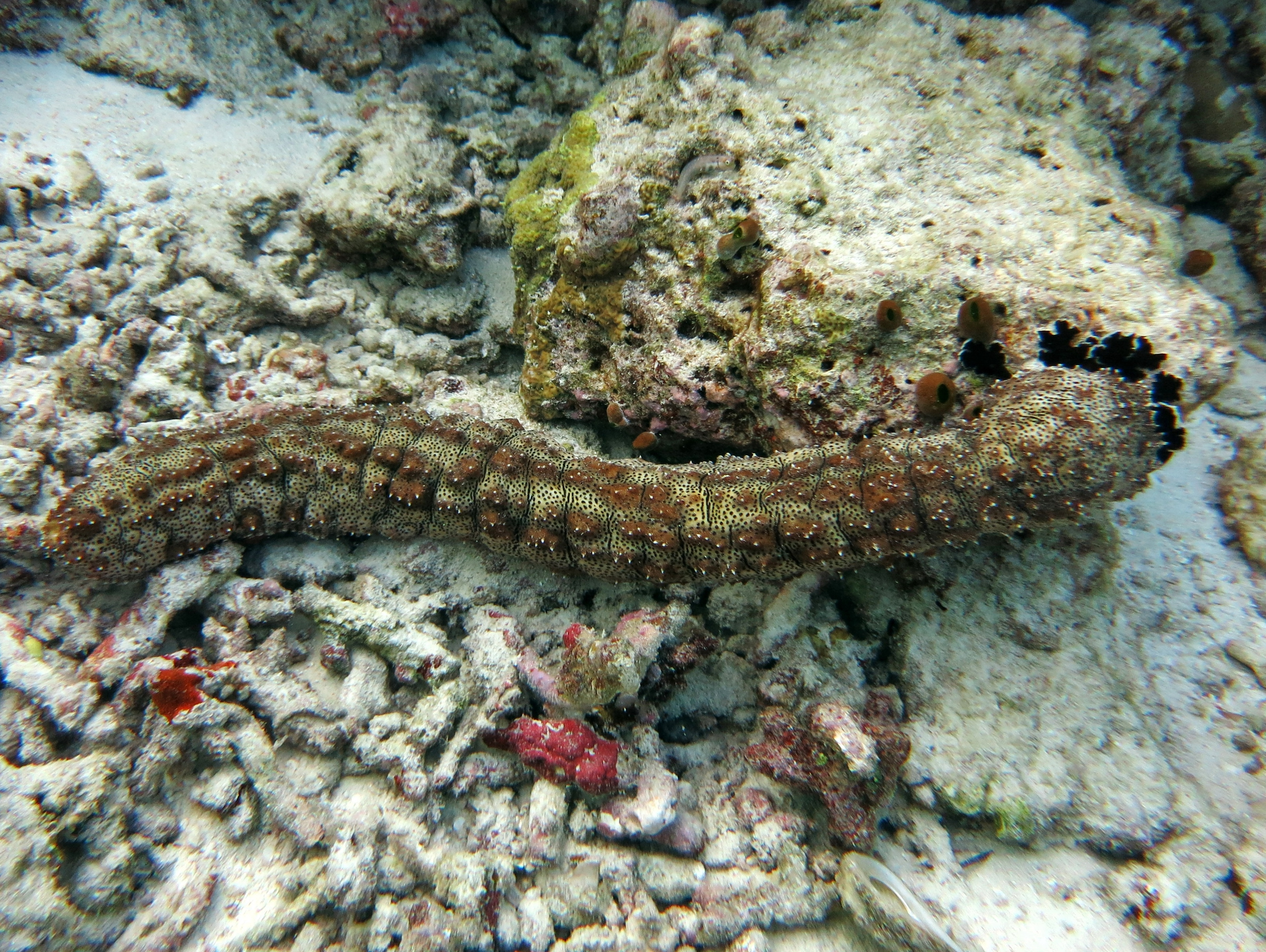
Pearsonothuria graeffei.
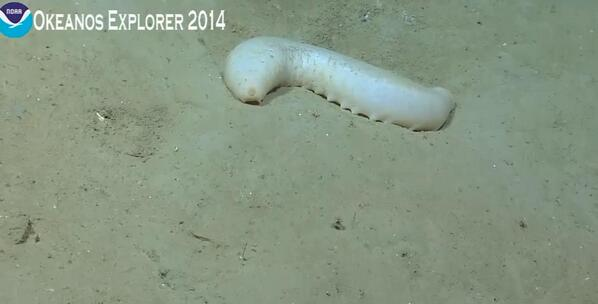
Mesothuria sp.
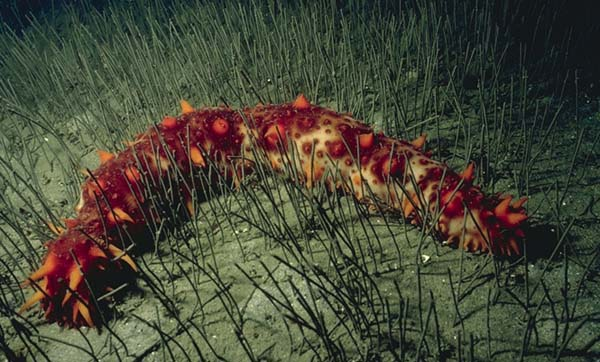
Apostichopus californicus.
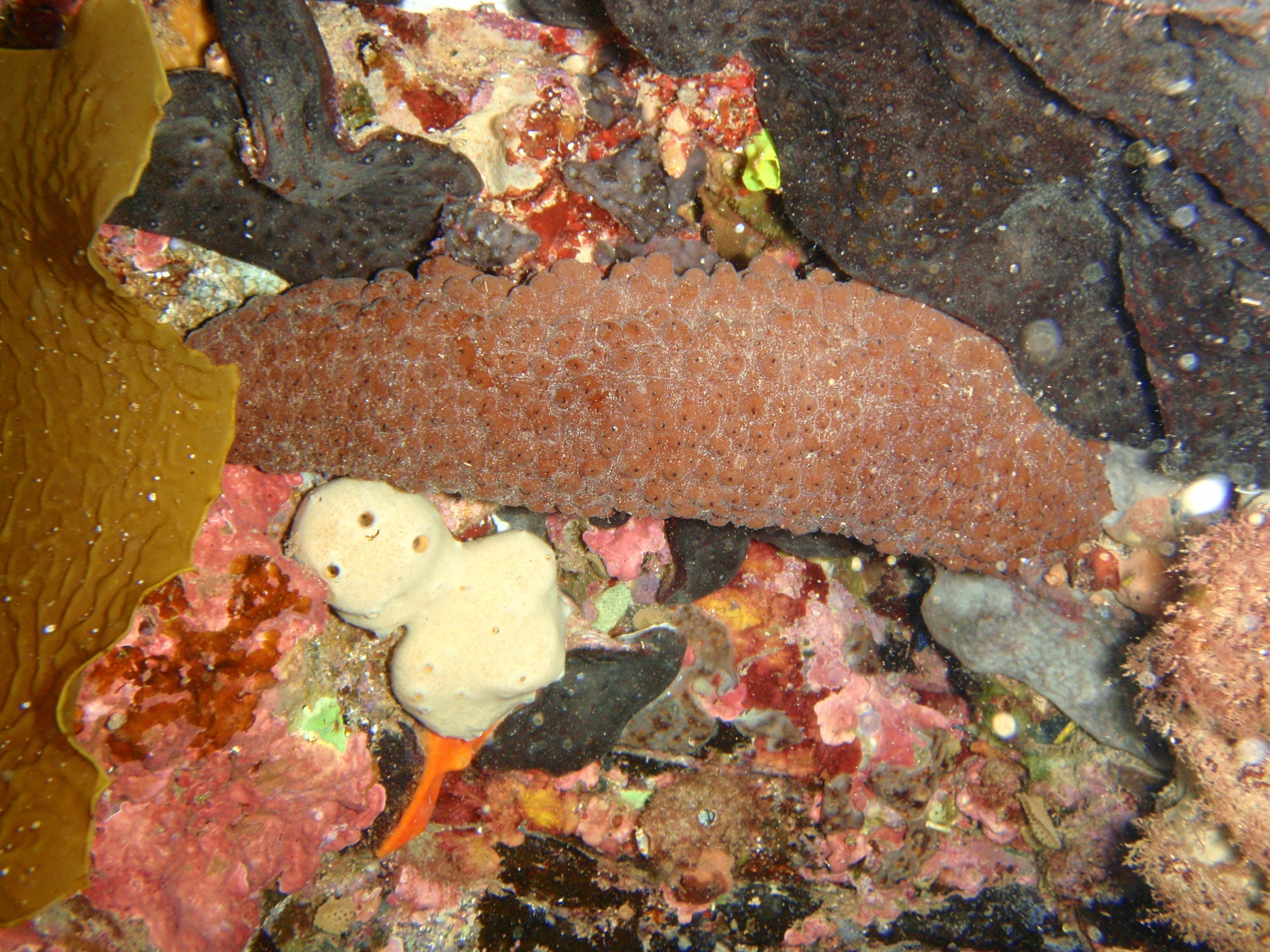
Australostichopus mollis.
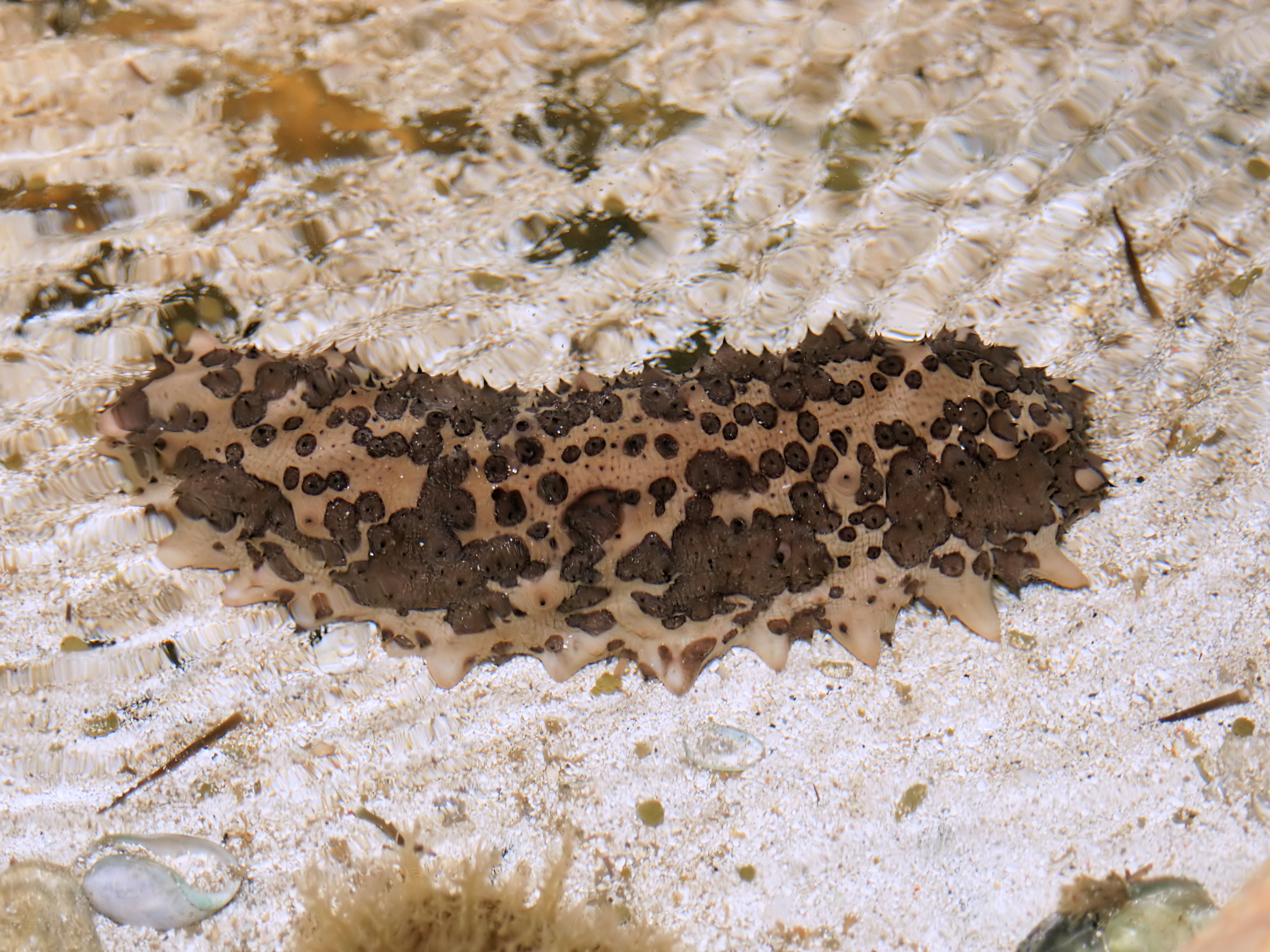
Isostichopus badionotus.
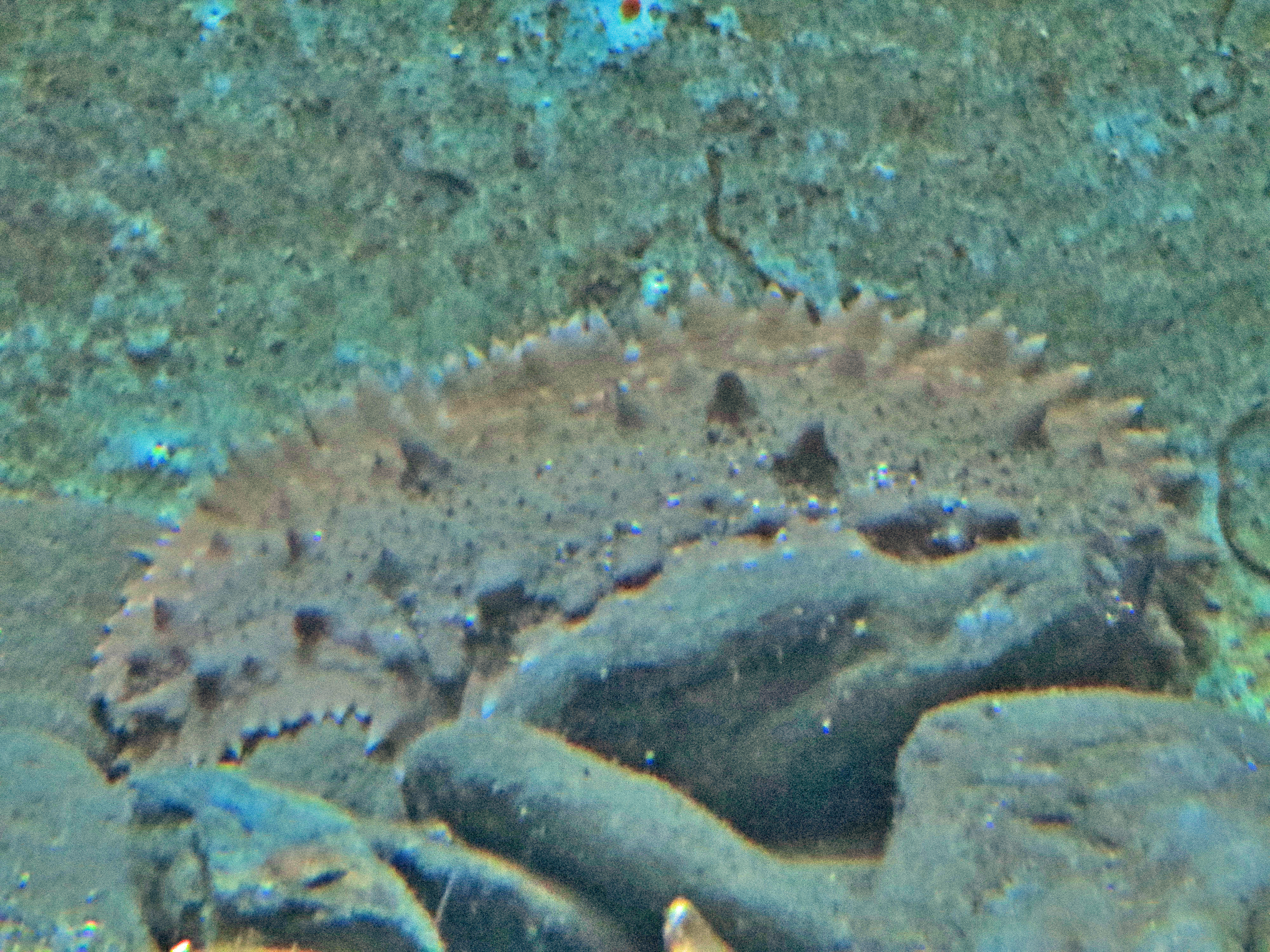
Parastichopus regalis.
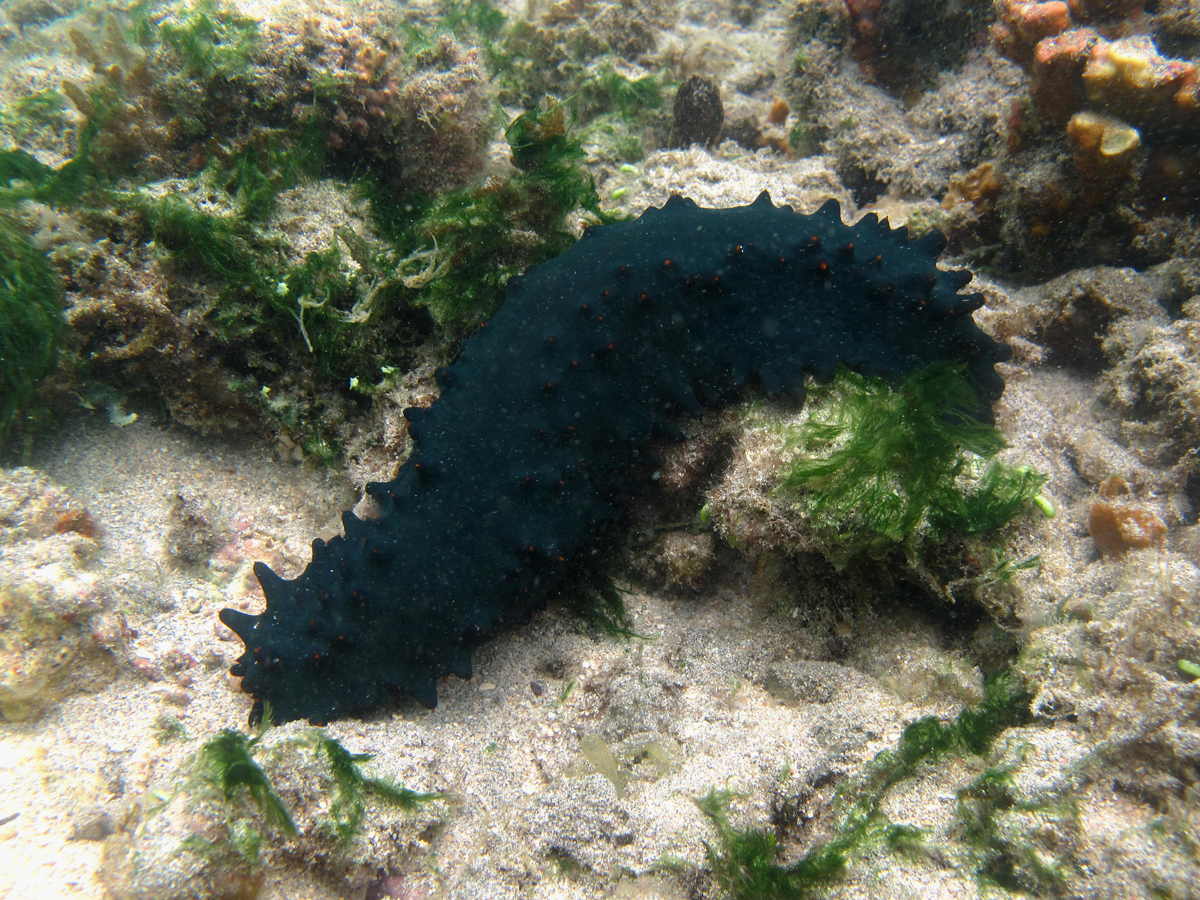
Stichopus chloronotus.
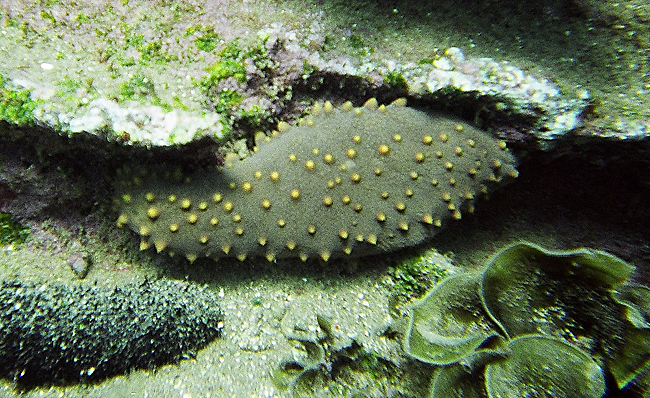
Isostichopus fuscus.
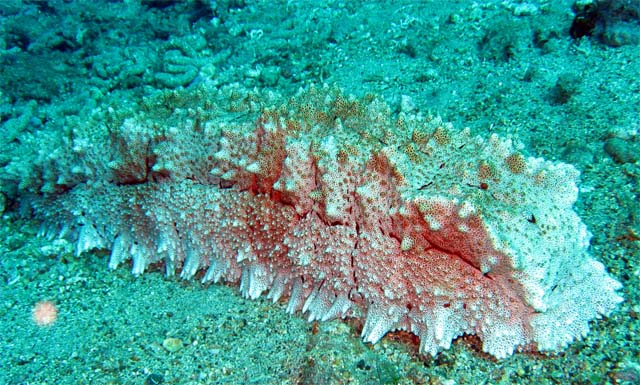
Thelenota anax.
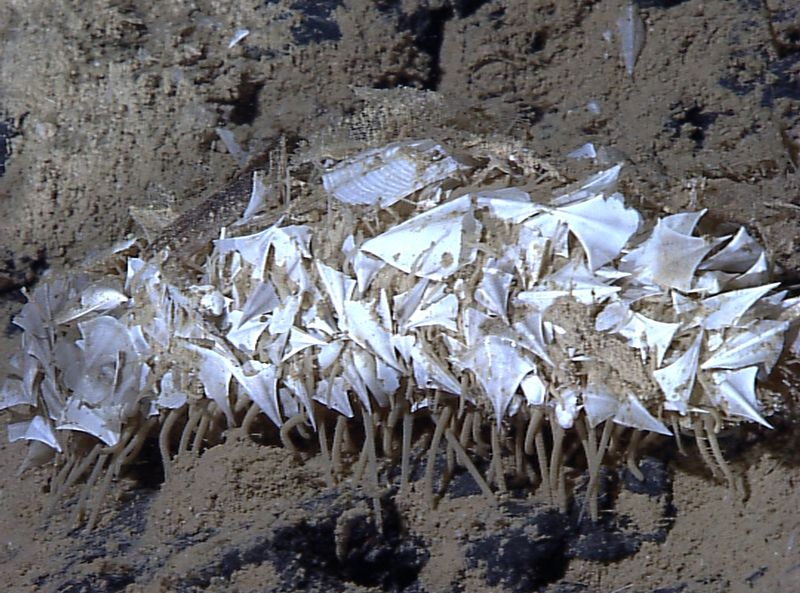
Meseres sp.